# نانو أباكوس
نانو أباكوس (بالإنجليزية: nano-abacus)‏ وهو معداد (محسبة) نانوي الحجم صنعه ووضعه علماء آي بي إم. وتتكون الصفوف المستقرة من جزيئات عشرة كما يوجد في المعداد العادي. وهي مصنوعة من الخرز الفوليرين ويتم الضغط عليها وتحريكها من قبل مجهر المسح النفقي. ومعداد النانو يستعمل في مجموعة متنوعة من الاختراعات والتقنيات والمعدات متناهية الصغر مثل حاسوب النانو أو حوسبة الحمض النووي الريبي منقوص الأكسجين.

## اقرأ أيضًا
- لغة نانو